# Bentein Baardson
Bentein Baardson (* 6. November 1953 in New York, NY, USA) ist ein norwegischer Schauspieler und führender Theaterregisseur.

## Leben
Er studierte an der Teaterhøgskolen bis 1975 und war als Schauspieler, Regisseur und Intendant an verschiedenen Bühnen, u. a. Rogaland Teater, Agder Teater und Den Nationale Scene, tätig.
1994 führte er Regie bei der Eröffnungsfeier der Olympischen Winterspiele in Lillehammer.
Bentein Baardson ist Mitglied der Norwegischen Akademie, für Sprache und Literatur, seit 2000 Ritter des Sankt-Olav-Ordens, und seit 2008 Komtur mit Stern des Sankt-Olav-Ordens.